# تشفالو
تشفالو (بالإيطالية: Cefalù)‏ هي مدينة وبلدية في مقاطعة باليرمو، تقع على الساحل الشمالي لجزيرة صقلية في إيطاليا على البحر التيراني حوالي 70 كم شرقاً من العاصمة الإقليمية و 185 كلم غرب ميسينا.

## السكان
في سنة 1861 بلغ عدد السكان 11٬779 نسمة، وتطور العدد ليصل في سنة 2011 لـ 14٬354 نسمة.
يظهر هذا المخطط البياني تطور النمو السكاني لـ تشفالو